# Neuburgia kochii
Neuburgia kochii är en tvåhjärtbladig växtart som först beskrevs av Theodoric Valeton, och fick sitt nu gällande namn av Leenh.. Neuburgia kochii ingår i släktet Neuburgia och familjen Loganiaceae. Inga underarter finns listade i Catalogue of Life.